# Broken Rainbow
Pour plus de détails, voir Fiche technique et Distribution.
Broken Rainbow (littéralement « l'arc-en-ciel brisé ») est un film documentaire américain réalisé par Maria Florio et Victoria Mudd en 1985. 

## Synopsis
Le documentaire raconte la relocalisation forcée de milliers d'indiens Navajos en raison de spéculations minières en Arizona.

## Fiche technique
- Titre : Broken Rainbow
- Réalisation : Victoria Mudd
- Scénario : Maria Florio, Victoria Mudd et Lisa Sonne
- Musique : Rick Krizman et Fred Myrow
- Photographie : Baird Bryant, Frederick Elmes, Victoria Mudd, Tony St. John et Joan Weidman
- Montage : Maria Florio et Victoria Mudd
- Production : Roslyn Dauber, Maria Florio et Victoria Mudd
- Société de production : Earthworks Films
- Société de distribution : Earthworks Film (États-Unis)
- Pays de production :  États-Unis
- Genre : Documentaire
- Durée : 70 minutes
- Date de sortie : 
  - États-Unis : 1985

## Distinctions
Le film a obtenu l'Oscar du meilleur film documentaire.